# Ужовниковые
Ужо́вниковые (лат. Ophioglossāceae) — семейство равноспоровых папоротников монотипного порядка Ophioglossales (Ужовниковые), древняя примитивная группа растений.
По внешнему виду, внутреннему строению, а также по некоторым своим важным биологическим особенностям ужовниковые заметно отличаются от остальных папоротников и занимают, таким образом, довольно изолированное положение.
 Весь комплекс отличительных особенностей ужовниковых даёт основание ряду авторов рассматривать их либо как потомков праголосеменных, либо как совершенно самостоятельную, очень древнюю линию эволюции, которая развивалась параллельно папоротникам и праголосеменным растениям, в связи с чем в некоторых системах классификации группа выделялась в отдел Ужовниковидные (Ophioglossophyta).

## Ботаническое описание

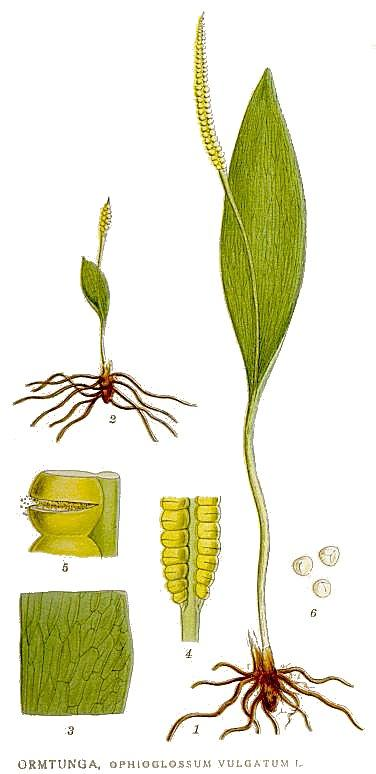
Ужовник обыкновенный..
1 и 2 — различные экземпляры растения, 3 — вегетативная (стерильная) часть листа крупным планом, 4 — часть спороносного колоска (показаны два ряда сросшихся между собой спорангиев), 5 — спорангий, раскрывающийся поперёк двумя створками, 6 — споры

Ужовниковые — небольшие (20—30 см) травянистые растения, хотя размеры отдельных представителей могут колебаться от нескольких сантиметров (Mankyua chinensis) до 1,5 метров (Ужовник повислый (Ophioglossum pendulum), Червеколосник цейлонский (Helminthostachys zeylanica)). В основном ужовниковые представлены наземными растениями, хотя встречаются и эпифиты.

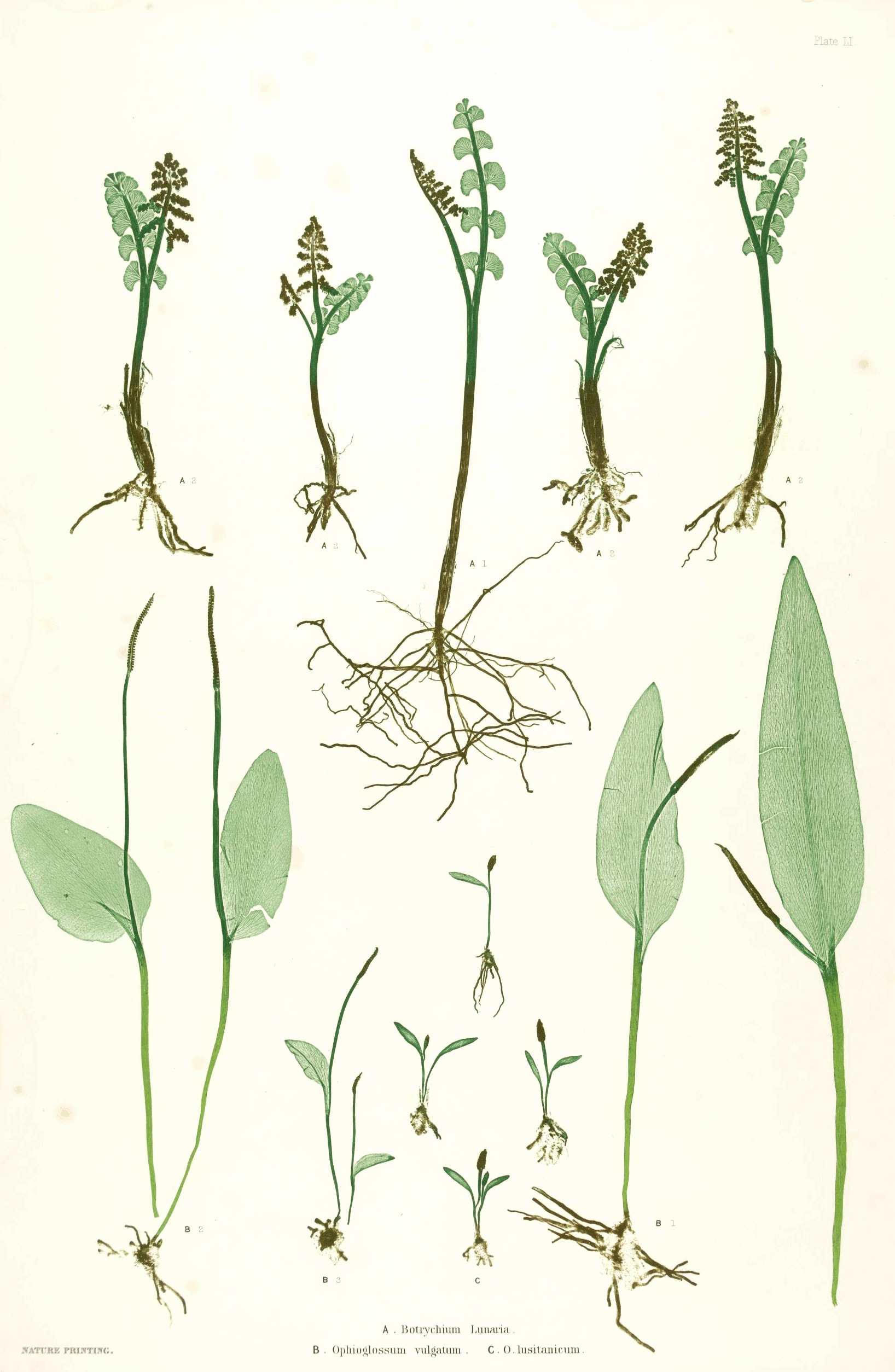
Корневая система, стебель, листья и органы размножения наземных ужовниковых на примере гроздовника полулунного (наверху), ужовника обыкновенного (внизу по краям) и ужовника лузитанского (четыре изображения по центру внизу). из книги Томаса Мура и Джона Линдли «Папоротники Великобритании и Ирландии» (The ferns of Great Britain and Ireland), 1857

|  |

### Корневая система
Корни — толстые, не ветвистые, светлые, лишены корневых волосков, вместе с фикомицетами образуют микоризу. Корни многих видов ужовниковых втягивающие. Проводящая система корня — триархный проводящий пучок с расположенной в виде трёхлучевой звезды ксилемой.

### Стебель
Стебель ужовниковых — корневище, короткое неветвистое (например, у ужовника обыкновенного, гроздовника полулунного (Botrychium lunaria)) либо ползучее, ветвистое (у ужовника повислого, червеколосника). Ветвление стебля происходит, как правило, в результате пробуждения спящих боковых почек. Корневища мягкие и обычно несколько мясистые, не покрыты чешуями.
Проводящая система взрослого корневища представляет собой эктофлойную сифоностелу или диктиостелу, но у некоторых представителей (гроздовники, червеколосник и ряд видов ужовника) молодое корневище имеет протостелическое строение. Ксилема червеколосника экзархная, но у остальных родов она эндархная, что несколько необычно для папоротников.
Ужовниковые уникальны наличием в стебле камбия и вторичных проводящих тканей, не свойственных современным папоротникам. У гроздовника виргинского ярко выражена вторичная ксилема, состоящая из радиальных рядов трахеид и беспорядочно разбросанных паренхимных клеток. У гроздовника многораздельного найден камбий, при этом вторичных проводящих тканей не найдено. У червеколосника в местах ветвления корневища наблюдаются островки вторичной ксилемы. У многих видов гроздовника и всего рода Ужовник нет ни камбия, ни вторичных проводящих тканей.
По мнению некоторых исследователей, камбий и вторичная ксилема у ужовниковых отсутствуют, а радиальные структуры, напоминающие вторичную ксилему, — продукт деятельности прокамбия.

### Листья
Вверх от стебля отходят однолетние или многолетние листья. Корни иногда находятся (по числу) в соответствии с листьями. Верхушка стебля находится обыкновенно в глубине тканей, образованных основанием листьев и особыми оболочками вокруг листьев (прилистниками). Лист состоит из черешка и пластинки, зачастую разделённой на плодущую (со спорангиями) и бесплодную часть. Бесплодная часть либо цельная пластинчатая язычковидная (у ужовника обыкновенного), либо перистая (у гроздовника полулунного и др.), либо пальчато- (у ужовника пальчатого) или многократно вильчато-рассечённая (у ужовника повислого).
От листьев почти всех других современных папоротников (за исключением представителей семейства Сальвиниевые) листья ужовниковых отличаются отсутствием улиткообразного (спирального) закручивания в молодости (хотя у мощных экземпляров некоторых видов гроздовника можно обнаружить в почке улиткообразные зачатки листьев), наличием особых влагалищных прилистникоподобных образований, а также обычно мягкостью. Подобно корневищам они обнаруживают иногда признаки дихотомического ветвления.

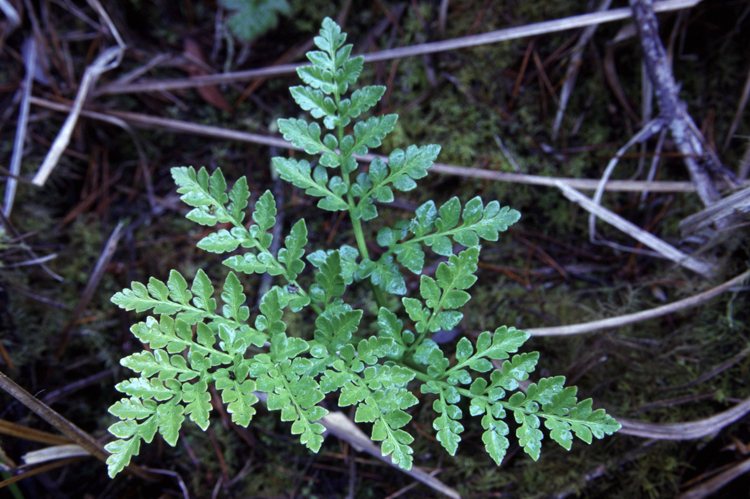
Гроздовник многораздельный

Листья развиваются очень медленно. На корневище каждый год формируется лишь по одному, редко по два листа (у некоторых мелколистных видов ужовника — 4–6). По числу листовых рубцов на корневище можно примерно судить о возрасте растения. Подсчёты показывают, что некоторые растения распространённого в России, особенно в сосняках, гроздовника многораздельного (Botrychium multifidum) являются ровесниками многих обитающих по соседству с ними столетних сосен. Кроме того, листья ужовниковых формируются не из одной клетки, как у всех папоротников, а из группы клеток. Для листьев ужовниковых характерен диморфизм частей листа.
Другой характерной особенностью листьев ужовниковых является наличие особых влагалищ, прикрывающих собой почку. Каждый развёртывающийся лист пробивается через влагалище предшествующего листа. При этом листья выходят на поверхность лишь на четвёртый или даже пятый год своего развития.
Листья ужовниковых характерны и тем, что они вильчато разделены на две резко различающиеся по форме и функции части — вегетативную (стерильную) и спороносную (фертильную). Как вегетативные, так и спороносные части (сегменты) у разных представителей ужовниковых отличаются большим разнообразием формы и строения. Вегетативные сегменты гроздовника многократно-, тройчато- или перисто-рассечённые, редко (у некоторых самых мелких форм) цельные. У червеколосника они многократно расчленённые, а у ужовника обычно цельные или лопастные, но у эпифитных форм нередко вильчатые или (у ужовника пальчатого) пальчато-раздельные. Редукция вегетативной части листа достигла крайних пределов у японского вида — ужовника госпожи Кавамуры (Ophioglossum kawamurae), где эта часть листа уже почти полностью исчезла.
Спороносные и вегетативные доли листьев располагаются во взаимно перпендикулярных плоскостях, как теломы (безлистные цилиндрические органы) у риниофитов — первых наземных растений. У одних видов вегетативная часть листа многократно ветвится, у других они цельные (у видов ужовника); то же относится и к спороносным частям. У некоторых видов ужовника черешок листа в основании имеет радиальное строение и построен по типу диктиостелы. Однако наиболее отличительная особенность стебля проявляется в наличии камбия, не свойственного типичным папоротникам.

### Органы размножения
Плодущая часть имеет вид более или менее длинного колоска (ужовник обыкновенный, ужовник повислый и др.) либо перистых гроздей (род Гроздовник). Расположение спорангиев очень различно у разных родов.
Спорангии крупные (диаметром до 3 мм) и относительно немногочисленные. Они либо совершенно погружены в ткань листа (у ужовника обыкновенного), либо выдаются наружу в виде небольших шарообразных тел (у гроздовника полулунного, червеколосника). Стенки спорангиев многослойные, с устьицами, вскрываются двумя створками.
Споры трилетные, вначале тетраэдрические, но затем становятся почти шаровидными. У некоторых видов в спорах наблюдаются бледные хлоропласты. Споры ужовниковых способны к длительному периоду покоя и прорастают только в темноте. Все роды семейства хорошо различаются между собой по характеру поверхности спор.
Заростки ужовниковых иногда густо покрыты ризоидами, ведут подземный образ жизни, по форме они могут быть червеобразные, клубневидные, коралловидные. У разных видов размеры их колеблются от 1 мм до 5—6 см. Заростки питаются микотрофно. Темпы развития зародыша у разных видов варьируют от 1 года до 10—20 лет. Первыми созревают антеридии, они имеют большие размеры, содержат до 100 сперматозоидов и вскрываются пассивно. Архегонии возникают несколько позднее. Из зиготы развивается сначала гаустория, а затем зародыш. У одних видов первыми формируются лист и почка, а корень возникает позднее; у других видов первыми формируются корни, а позднее — побеги.
У ужовниковых (а также у мараттиевых (Marattiales) — самых примитивных современных папоротников) антеридии ещё почти полностью погружены в ткань гаметофита. Каждый антеридий содержит множество сперматозоидов с большим числом (до нескольких сот) жгутиков. У всех остальных папоротников антеридии, выступающие над поверхностью гаметофита, более мелкие и производят значительно меньшее число сперматозоидов. У ужовниковых наблюдается постепенное упрощение антеридия, проявляющееся главным образом в уменьшении числа клеток стенки антеридия и количества сперматозоидов. Гаметофиты ужовниковых бледно окрашенные, белые, серые, желтоватые или буроватые. Уже на ранних стадиях развития гаметофита ужовниковых в его ткани проникает эндофитный гриб, который необходим для нормального роста гаметофита. Число гаметофитов ужовниковых, находимых в поверхностных слоях почвы в местах произрастания спорофитов, иногда очень велико (десятки и сотни экземпляров на площади в 10 дм²). Но у некоторых видов гаметофиты, несмотря на тщательные поиски, не найдены.
Роды, а часто и подроды ужовниковых различаются между собой по типу эмбриогенеза, форме и темпам развития зародыша. Например, обладающий неотеническими клубневидными гаметофитами ужовник погремушковидный характеризуется и ускоренными темпами развития зародыша, который созревает в течение года. Первыми у зародыша появляются лист и точка роста побега, затем один — два корня. Лист выходит на поверхность земли и зеленеет, а гаметофит вскоре погибает. Напротив, на медленно созревающем цилиндрическом гаметофите ужовника обыкновенного и зародыш развивается медленно: проходит несколько лет после оплодотворения, прежде чем у зародыша вслед за корнями появится первый редуцированный подземный лист. У некоторых ужовниковых многолетние гаметофиты ещё долго «кормят» спорофиты, у которых уже имеются зелёные листья.
Некоторые виды ужовниковых размножаются придаточными почками, образующимися на корнях.

### Число хромосом
Среди ужовниковых имеются как виды с относительно низким хромосомным числом (2n = 90), так и представители с очень высокими числами. У ужовника сетчатого (Ophioglossum reticulatum) насчитывается 2n = 1260, а у ужовника густорядного (Ophioglossum pycnostichum) — даже 2n = 1320 (наивысшее число хромосом среди ныне живущих растений). Американский ботаник Дж. Л. Стеббинс в книге «Хромосомная эволюция у высших растений» (1971) писал: «Это граничит с чудом… что столь большое число хромосом может во время мейоза находить друг друга при формировании сотен бивалентов (соединённых парами гомологичных хромосом) в каждом спорофите». Такое хромосомное число, возможно, увеличивает стабильность генома и позволяет подобным «живым ископаемым» сохраниться до наших дней.
Основным числом хромосом (х) у видов этого семейства цитологи считают 15.

## Распространение, среда обитания и экология
Гроздовник и ужовник очень широко распространены по земному шару, при этом виды первого рода встречаются большей частью в северной умеренной зоне, а большинство видов второго являются тропическими.
Единственный вид червеколосника обитает в тропических лесах Восточного полушария — от Шри-Ланки и Индии до Тайваня, Новой Каледонии и Северной Австралии.
Ещё один представитель семейства — род Mankyua с единственным видом — эндемик вулканического острова Чеджудо в Корейском проливе, обнаружен и описан в 2001 году, изучен ещё недостаточно и устоявшегося русского названия не имеет.
Несмотря на древность, ужовниковые приурочены не только к затенённым лесам, но произрастают на лугах, болотах, в тундровых сообществах, растут на рыхлой и влажной почве и на открытых местах. Некоторые тропические виды ужовника являются эпифитами.
Многие ужовниковые нередко встречаются в местах с нарушенным когда-то растительным покровом (заросшие обочины лесных дорог, выемки земли и т. п.). Разные виды произрастают на почвах различной кислотности. Эпифитные ужовниковые нередко поселяются на сплетениях корней других папоротников-эпифитов (плоскорога (Platycerium), костенца гнездового (Asplenium nidus)) и угнетают «хозяина».
Все ужовниковые — обязательные (облигатные) микотрофы, но степень зависимости от микоризы различна у разных видов. Не имеющие корневых волосков и глубокой корневой системы, а также специальных приспособлений для быстрого всасывания воды и уменьшения её отдачи, ужовниковые в засушливые периоды в большой степени зависят от влажности субстрата.
|  |

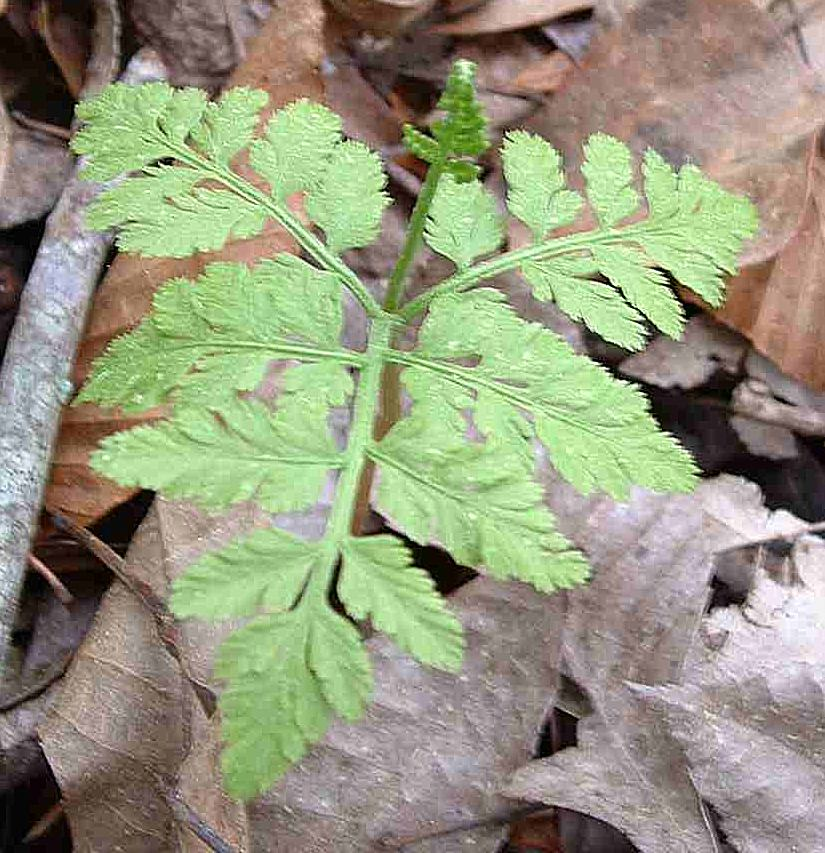
Гроздовник луновидный — североамериканское зимнезелёное растение

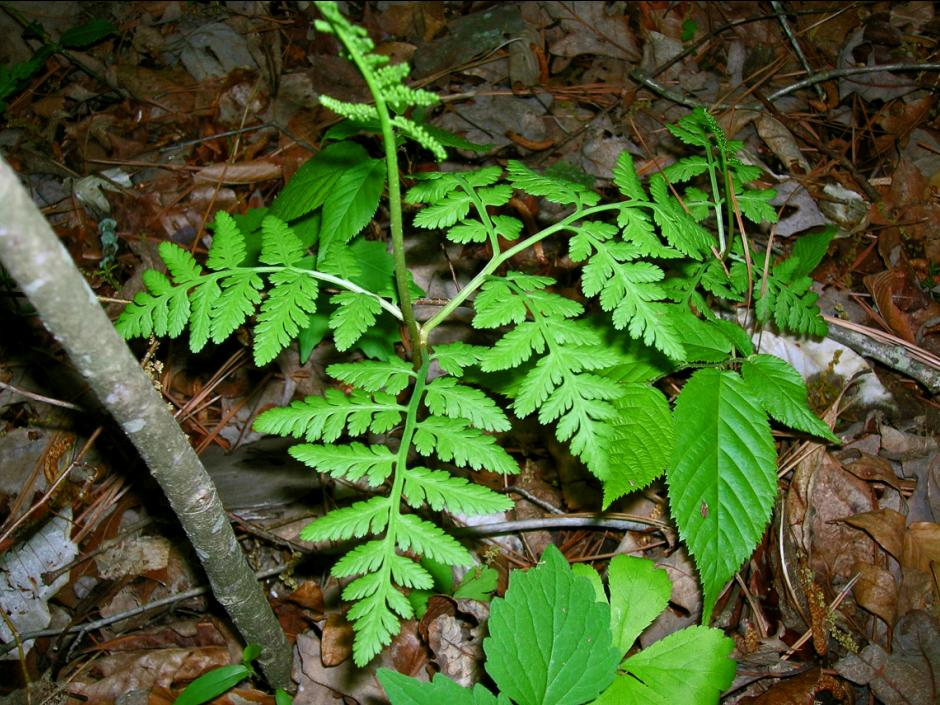
Гроздовник виргинский — летнезелёный вид

Червеколосник и эпифитные ужовники являются вечнозелёными растениями, но максимум образования новых листьев и период спороношения у них приходятся на определённое время года. У наземных ужовников умеренной зоны листья летнезелёные, отмирающие к зиме, но если лето и осень тёплые и влажные, то осенью растения могут дать второе поколение листьев. В пределах рода Гроздовник есть виды летнезелёные (например, гроздовник полулунный и гроздовник виргинский) и «зимнезелёные» (например, гроздовник многораздельный). У последних листья разворачиваются летом, и после спороношения, которое обычно начинается в конце лета — начале осени, фертильный сегмент отмирает, а стерильный зимует и сохраняется до следующего года ко времени развёртывания нового листа. Распространённый на юго-востоке США Гроздовник луновидный (Botrychium lunarioides) — настоящее зимнезелёное растение: листья у него начинают появляться в октябре и к маю отмирают.
В России встречаются представители двух родов семейства — ужовника (Ophioglossum) и гроздовника (Botrychium).

### Охранный статус
По мнению биологов, многие виды уже давно нуждаются в охране.
В Красную книгу России включён Гроздовник простой (Botrychium simplex) — вид, находящийся под угрозой исчезновения (со статусом 1 (E)). Он был внесён и в Красную книгу СССР.

## Название
Своё название семейство получило по роду Ужовник (Ophioglossum), что в переводе с латинского означает «змеиный язык». Русские названия — «язычник», «язык змиевый» или «язык ужовый» — также указывают на характерный облик одного из распространённых в Европе видов этого рода — ужовника обыкновенного.

## Значение и применение
Хозяйственного значения ужовниковые не имеют. Савва Чёрный в «Житии Иосифа Волоцкого» (1545) писал, что во времена неурожая и голода XV века крестьяне «начинали есть вместе со скотом листья, кору и сено, и даже больше того, есть то, чего не ест и скот; толчёные гнилушки и горький корень ужовник. Началась массовая смертность».
Учёный-этнограф XX века М. Д. Торэн (1894—1974) сообщает о применении ужовника в народной медицине: «Ужовник Ophioglossum sp., называемый в Тульской губ<ернии> „змеиной язык“; траву с корнем „с успехом“ применяли от укушения бешеной собаки, в порошке, насыпав на хлеб». Однако рецептура изготовления, дозировка и данные о проценте излечиваемости в работе не приводятся.

## Таксономия
Семейство Ужовниковые — единственное в порядке Ужовниковые (Ophioglossales). Семейство небольшое, включает, по данным генетических исследований конца XX — начала XXI веков, четыре рода.
Внутри семейства ботаники выделяют три подсемейства — Botrychioideae, Helminthostachydoideae и Ophioglossoideae.
Полный список родов, относимых к семейству Ужовниковые:
- Botrychium Sw. — Гроздовник (*)
  - синонимы Botrypus Michx., Japanobotrychium Masam., Lunaria Hill, Lunularia Batsch, Osmundopteris (Milde) Small, Sceptridium Lyon
- Helminthostachys Kaulf. — Червеколосник, или Гельминтостахис
  - синонимы Botryopteris C.Presl, Ophiala Desv.
- Mankyua B.Y.Sun et al. Эндемик острова Чеджудо (Корея)
- Ophioglossum L. — Ужовник (*)
  - синонимы Cheiroglossa C.Presl, Ophioderma (Blume) Endl., Rhizoglossum C.Presl

Звёздочкой (*) отмечены роды, виды которых произрастают в России.
Число родов, включаемых в семейство, колеблется у разных учёных-систематиков в зависимости от методов исследования. Глубокие исследования семейства были предприняты Уорреном Г. Вагнером в 1990-х годах, Аланом Р. Смитом и другими в 2006 году. Эти исследования подтвердили состав семейства из четырёх родов. Заметным исключением является классификация Като (1987), которая выступает за разделение рода Гроздовник на четыре отдельных рода: Botrychium s. s., Sceptridium, Japanobotrychium и Botrypus, а рода Ужовник — на роды Cheiroglossa, Ophioderma, Rhizoglossum. Классификация Като используется преимущественно в литературе на языках, отличных от русского.
Некоторые исследователи (Т. Накаи (Nakai), 1949, М. Нисида (Nishida), 1952) на основании строения стелы выделяют отдельное семейство Botrychiaceae.
Систематическое положение и родственные связи порядка Ophioglossales и класса Ophioglossopsida до сих пор являются предметом дискуссий.
Ужовниковые сближаются с мараттиевыми (Marattiopsida), поскольку стенка спорангия у представителей этих классов многослойна.
Ужовниковые считаются родственными вымершим классам Aneurophytopsida и Archaeopteridopsida из-за наличия у них камбия. Все три группы одни исследователи склонны видеть как предков современных папоротников либо современных голосеменных; высказывалась и гипотеза о близости ужовниковых и покрытосеменных растений, основанная на сходстве строения листа ужовниковых и плодолистика.
Согласно данным молекулярно-филогенетических исследований, ужовниковые близки к современным псилотовым. Однако многие исследователи оспаривают эту точку зрения, поскольку большая часть древних групп псилотовые и ужовниковые является вымершей.
Поиск родственных ужовниковым групп осложняется почти полным отсутствием палеонтологических данных о них.

## Ужовниковые в культуре

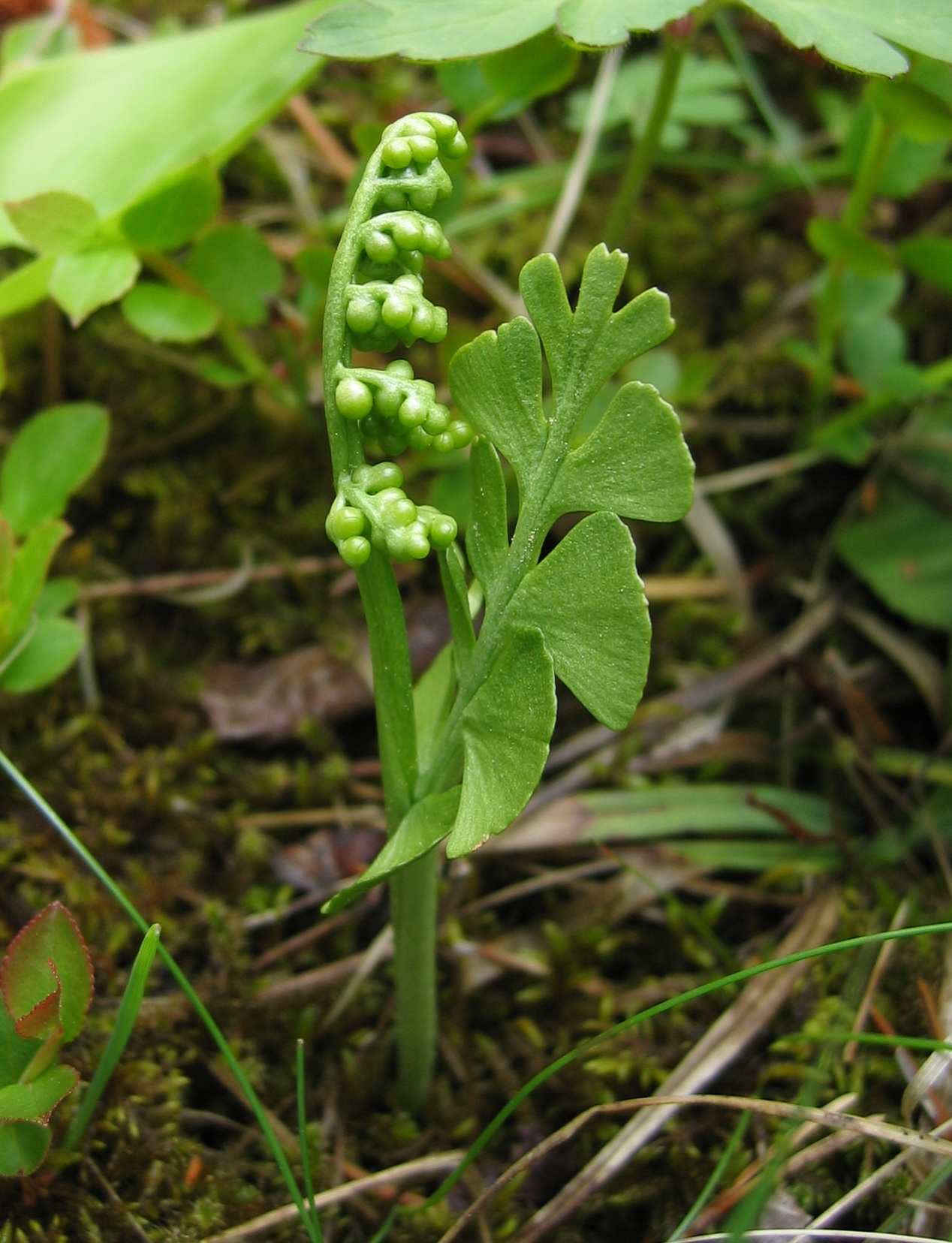
Гроздовник полулунный. Острова Архипелагового моря, Финляндия

С некоторыми видами ужовниковых связаны различные поверья.
Ужовниковые — редкие растения. Найти их очень трудно, а появляются они подчас в совершенно неожиданных, иногда нарушенных или разрытых местах (видимо, там меньше конкуренция со стороны других растений) и тут же образуют спороносные органы. Это и послужило, вероятно, некоторым основанием для легенды о «цветущем папоротнике» или о «ключ-траве», при помощи которой можно отыскивать клады и делать много других полезных вещей.
Ещё одно из народных названий — «разрыв-трава», под ним растение фигурирует в легендах, романах Н. И. Лажечникова «Басурман» (1838) и А. К. Толстого «Князь Серебряный» (1863), в фундаментальном труде А. Н. Афанасьева «Поэтические воззрения славян на природу» (1865—1869) и собранных им «Народных русских сказках» (1855—1863), в «Сказке про славного царя Гороха и его прекрасных дочерей царевну Кутафью и царевну Горошинку» Д. Н. Мамина-Сибиряка (1894), «святочной сказке» «Разрыв-трава» П. В. Засодимского (1914), стихотворениях М. Цветаевой «А царит над нашей стороной…» (1917), С. Парнок «Разрыв-трава» (1926), одноимённых пьесе Артёма Весёлого (1919), сборнике эссе Г. Н. Менюка (1959), романе И. К. Калашникова (1970) о жизни старообрядцев Забайкалья и других произведениях.
Встреча с представителем семейства ужовниковых — «мельчайшим низкорослым папоротником» — произвела такое впечатление на А. Блока, когда он ребёнком бродил с дедом-ботаником в окрестностях Шахматова, что спустя годы он упомянул о ней в «Автобиографии»: 

… этот папоротник я до сих пор каждый год ищу на той самой горе, но так и не нахожу, — очевидно, он засеялся случайно и потом выродился.

В сказке братьев Гримм «Кум» корни ужовника выступают в зловещем образе отрубленных пальцев:

— А на втором этаже, я видел, мёртвые пальцы лежали.

— Э, какой же вы глупый! Да ведь это были корни ужовника.

Разрыв-траве посвящено одноимённое стихотворение В. Солоухина (1956), лирический герой которого настаивает на сказочной версии:

Нам выпал век науки точной,

Права ботаника, права.

Но я-то знаю: в час урочный

Цветёт огнём разрыв-трава!

Редкое в литературе упоминание именно ужовника — в детской «Ведьминой считалке» Н. Хрущёвой:

«Ведьма, как житьё-бытьё?»

«Ничего, варю питьё.

В нём крыжовник и кипрей,

В нём ужовник и пырей…»

Гроздовник виргинский в США называют указателем, так как он якобы указывает на места произрастания карликового женьшеня — панакса трёхлистного (Panax trifolius) — американского родича прославленного женьшеня.